# Achondrostoma
El género Achondrostoma pertenece a la familia Cyprinidae de peces de agua dulce incluida en el orden Cypriniformes, con todas sus especies endémicas de la península ibérica. Su nombre procede del griego: a (sin) + chondros (cartílago) + stoma (boca), denominados así para diferenciarlos de los peces del género Chondrostoma donde antes eran clasificados de forma incierta, pues este nuevo género no tiene cartílago en el labio inferior como aquellos.
Son ciprínidos de pequeño tamaño, entre los 6,8 cm de la especie más pequeña y 25 cm de la más grande, caracterizados por una boca pequeña y sin reborde cartilaginoso en el labio inferior. Su hábitat son los lagos y los ríos de poca fuerza de la corriente de agua.

## Revisión del género
El análisis de ADN mitocondrial y nuclear permitió en 2006 determinar este nuevo género, agrupando en él a una especie abundante en los ríos de España y Portugal, la «bermejuela», hasta entonces controvertidamente designada por unos como Chondrostoma arcasii, por otros estudios como Rutilus arcasii y otros como Leuciscus arcasii, pero que el ADN ha resultado lo bastante diferente del de estos géneros como para crear uno aparte.
Además, otras especies menos abundantes también endémicas de la península ibérica y hasta entonces clasificadas en otros géneros han resultado estar genéticamente muy emparentadas con la bermejuela, quedando todas encuadradas en este género.
Status actual válido: Achondrostoma Robalo, Almada, Levy y Doadrio 2006.

## Especies
Existen 4 especies agrupadas en este género:
- Achondrostoma arcasii (Steindachner, 1866) - Bermejuela
- Achondrostoma occidentale (Robalo, Almada, Sousa Santos, Moreira y Doadrio, 2005) - Ruivaco occidental
- Achondrostoma oligolepis (Robalo, Doadrio, Almada y Kottelat, 2005) - Ruivaco o Ruivaca
- Achondrostoma salmantinum (Doadrio y Elvira, 2007) - Sarda